# Фредеріка Бранденбург-Шведтська
Фредеріка Доротея Софія (нім. Friederike Dorothea Sophia von Brandenburg-Schwedt; 18 грудня 1736 — 9 березня 1798) — німецька шляхтянка з династії Гогенцоллернів, донька маркграфа Бранденбург-Шведтського Фрідріха Вільгельма та прусської принцеси Софії, дружина герцога Вюртемберзького Фрідріха Ойгена, матір російської імператриці Марії Федорівни.

## Біографія
Народилася 18 грудня 1736 року у Шведті, в родині маркграфа Бранденбург-Шведта Фрідріха Вільгельма та його дружини Софії Прусської, народившись за два роки після їхнього весілля. Мала дві сестри Луїзу та Філіпіну

У шістнадцять років Фредеріку видали заміж за принца Вюртемберзького Фрідріха Ойгена. 3 вересня 1753 був підписаний шлюбний контракт. Вінчання відбулося у Шведті 29 листопада 1753. Згідно шлюбного контракту, їхні діти мали виховуватися у лютеранській релігії, не зважаючи на те, що принц сповідував католицтво. В обмін на це Фрідріх Євген отримував 25000 гульденів річного доходу на їхню освіту.

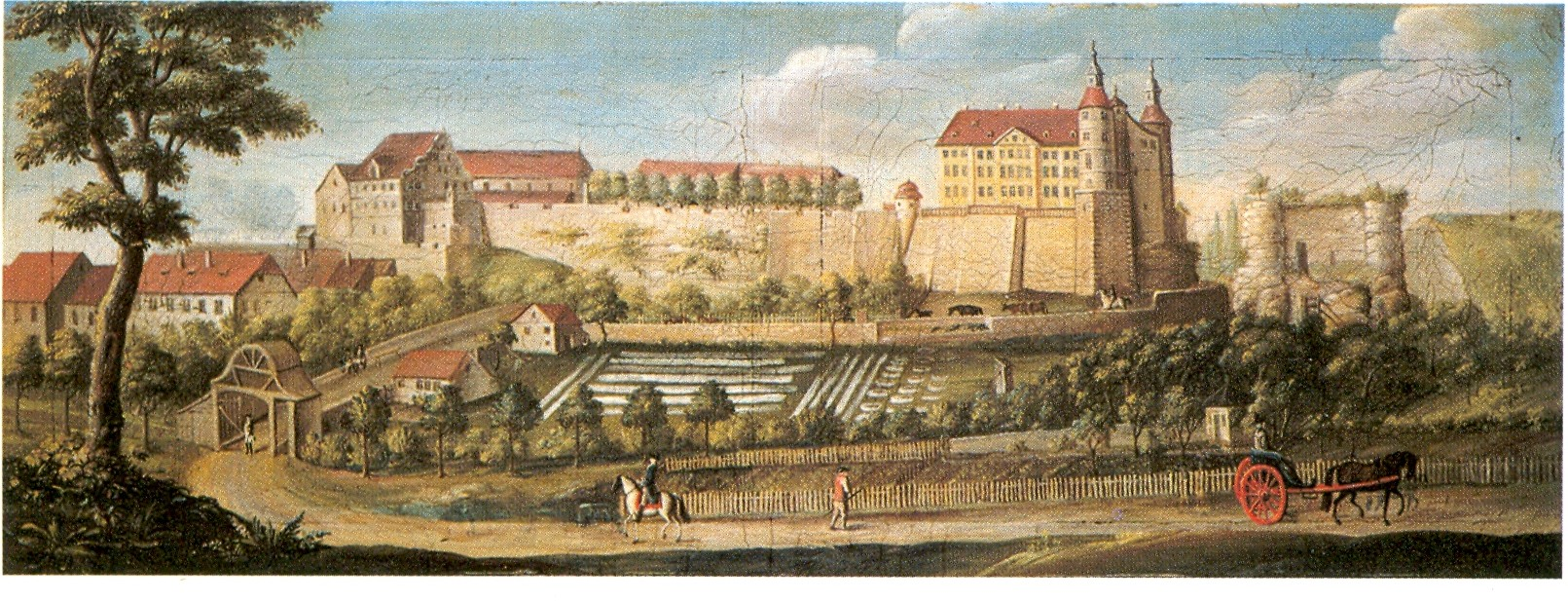
Шато де Монбельяр

За рік після весілля народився перший син. Всього ж у подружжя було дванадцятеро дітей. Фредеріку змальовували як чарівну та дотепну жінку. Від 1763-го пара проживала у Трептові, а у 1769 році вони перебралися до Монбельяру. Їхніми резиденціями на найближчі десятиліття стало шато де Монбельяр та також літній палац в Етюпі. Після Французької революції, у 1792 році сім'ї довелося звідти виїхати.
У 1795 році Фрідріх Євген наслідував герцогство Вюртемберзьке від свого старшого брата, що перебував у морганатичному шлюбі, й подружжя переїхало до Штутгарту.
У грудні 1797 року герцог помер від інсульту. Фредеріка пережила його на три місяці і пішла з життя 9 березня 1798. Її поховали у каплиці Людвігсбурзького палацу, де вже покоївся її чоловік.

## Родина
Чоловік — Фрідріх II Ойген, герцог Вюртемберзький
Дітиː
- Фрідріх (1754—1816) — король Вюртемберга у 1806—1816 роках, був двічі одруженим, мав чотирьох дітей від першого шлюбу;
- Людвіг (1756—1817) — генерал-фельдмаршал прусської армії, був одруженим з Марією Чарторийською, а згодом — з Генрієттою Нассау-Вайльбург, мав шістьох дітей від обох шлюбів;
- Ойген Фрідріх (1758—1822) — губернатор Глогау, був одруженим з Луїзою Штольберг-Гедернською, мав п'ятеро дітей;
- Софія Доротея (1759—1828) — дружина імператора Росії Павла I, мала десятеро дітей;
- Вільгельм (1761—1830) — воєнний міністр, був морганатично одруженим із фрейліною своєї матері, баронесою Вільгельміною Тундерфельд-Родіс, мав із нею шестеро дітей;
- Фердинанд (1763—1834) — генерал-фельдмаршал, був двічі одруженим, дітей не мав;
- Фредеріка (1765—1785) — дружина принца Петра Ольденбурзького, мала із ним двох синів;
- Єлизавета (1767—1790) — дружина ерцгерцога Франца, мала єдину доньку, що померла немовлям;
- Вільгельміна (3 червня—21 жовтня 1768) — померла немовлям;
- Карл (1770—1791) — одруженим не був, дітей не мав;
- Александр (1771—1833) — генерал від кавалерії, був одруженим з Антуанеттою Саксен-Кобург-Заальфельдською, мав із нею п'ятьох дітей;
- Генріх (1772—1833) — граф фон Зонтхайм, був морганатично одруженим з бреславською акторкою Крістіаною Кароліною Алексей, мав із нею п'ятьох доньок.

## Нагороди
Орден Святої Катерини (Російська імперія, 12 липня 1776).